# Edward Kellett-Bowman
Edward Thomas Kellett-Bowman z domu Bowman (ur. 25 lutego 1931 w Leeds, zm. 22 listopada 2022) – brytyjski polityk i menedżer, poseł do Parlamentu Europejskiego I, II, III i IV kadencji.

## Życiorys
Kształcił się w Slough College of Technology, następnie w Cranfield Institute of Technology. Pracował w sektorze prywatnym jako menedżer, a także w samorządzie lokalnym. Był m.in. aldermanem w London Borough of Camden. W latach 1979–1984 i 1988–1999 sprawował mandat posła do Parlamentu Europejskiego.
Jego pierwsza żona zmarła w 1970. W 1971 zawarł związek małżeński z Elaine Kellett-Bowman (małżonkowie przyjęli nazwisko Kellett-Bowman). Jego druga żona zmarła w 2014, była długoletnią posłanką do Izby Gmin, a w 1979 podobnie jak jej małżonek została wybrana do Europarlamentu I kadencji.